# ’39
’39 – utwór zespołu Queen z albumu A Night at the Opera, wydanego w 1975 roku. Utwór, napisany przez gitarzystę Briana Maya, zagrany jest na gitarze akustycznej. Został wydany na stronie B singla „You’re My Best Friend” w 1976.
Słowa utworu są zainspirowane teorią względności Einsteina, opowiadają o statku kosmicznym, który wyrusza w podróż z prędkością światła w próżni. Chociaż podróż trwa tylko rok, na Ziemi upływa w tym czasie 100 lat (od roku 39 do roku 39 następnego wieku, tekst utworu nie precyzuje, o który wiek chodzi).
„’39” jest 39. utworem Queen, licząc chronologicznie utwory z albumów zespołu.
W wersji studyjnej utworu jest on śpiewany przez Briana Maya. Na koncertach „’39” wykonywał również Freddie Mercury.
W 1992 roku na koncercie dla uczczenia pamięci Freddiego Mercury’ego ten utwór został wykonany przez George’a Michaela.